# Loch Morlich
Loch Morlich (szkocki gaelicki Loch Mhùrlaig) - słodkowodne jezioro leżące w Badenoch and Strathspey, jednego z dystryktów Highland w Szkocji. Jest częścią Glenmore Forest Park. Niedaleko znajduje się miasto Aviemore. 
Jezioro jest centrum sportów wodnych, takich jak: kajakarstwo, żeglarstwo czy windsurfing. 